# 島村公美子
島村 公美子（しまむら くみこ、1995年2月14日 - ）は、高知県出身の女子サッカー選手。岡山湯郷Belle所属。ポジションはディフェンダー。

## 来歴
2022年2月1日、ディオッサ出雲FCへの移籍が発表された。
2023年12月20日、ディオッサ出雲FCからの退団が発表された。
2025年1月22日、岡山湯郷Belleへの移籍が発表された。

## 所属クラブ
- 2017年 - 2018年 岡山湯郷Belle
- 2019年 ディアヴォロッソ広島
- 2020年 - 2021年 アンジュヴィオレ広島
- 2022年 - 2023年 ディオッサ出雲FC
- 2024年 水俣ユニオンフットボールクラブウイメン
- 2025年 - 岡山湯郷Belle